# Độc tính
Độc tính là mức độ mà một chất hóa học hoặc hỗn hợp các chất cụ thể có thể gây hại cho sinh vật. Độc tính có thể đề cập đến tác động lên toàn bộ sinh vật, chẳng hạn như động vật, vi khuẩn hoặc thực vật, cũng như ảnh hưởng đến cấu trúc của sinh vật, chẳng hạn như tế bào (độc tế bào) hoặc một cơ quan như gan (nhiễm độc gan). Bằng cách mở rộng, từ này có thể được sử dụng một cách ẩn dụ để mô tả các hiệu ứng độc hại đối với các nhóm lớn hơn và phức tạp hơn, chẳng hạn như đơn vị gia đình hoặc xã hội nói chung. Đôi khi từ này ít nhiều đồng nghĩa với ngộ độc trong sử dụng hàng ngày.
Một khái niệm trung tâm của độc chất học là tác động của chất độc là phụ thuộc vào liều lượng sử dụng; ngay cả nước cũng có thể dẫn đến nhiễm độc nước khi dùng với liều quá cao, trong khi đối với ngay cả một chất rất độc như nọc rắn cũng có một liều mà nếu sử dụng dưới mức này sẽ không có tác dụng độc hại mà có thể phát hiện được. Xem xét những hạn chế của khái niệm đáp ứng liều này, một Chỉ số Độc tính Thuốc (DTI) mới đã được đề xuất gần đây. DTI xác định lại độc tính của thuốc, xác định thuốc gây độc cho gan, đưa ra những hiểu biết cơ học, dự đoán kết quả lâm sàng và có tiềm năng như một công cụ sàng lọc. Độc tính là đặc trưng cho từng loài, làm cho phân tích chéo loài là không tác dụng. Các mô hình và số liệu mới hơn đang phát triển để vượt qua thử nghiệm trên động vật, trong khi vẫn duy trì khái niệm về điểm cuối độc tính.